# Уленди
Уленди́ (каз. Өлеңді) — село у складі Наурзумського району Костанайської області Казахстану. Адміністративний центр та єдиний населений пункт Улендинської сільської адміністрації.
Населення — 638 осіб (2021; 766 у 2009, 1083 у 1999, 1433 у 1989).